# قلدرة عليا
قلدرة عليا هي قرية في مقاطعة تكاب، إيران. يقدر عدد سكانها بـ 323 نسمة بحسب إحصاء 2016.